# Copiii satului, bogăția satului (1986)
Copiii satului, bogăția satului este un film românesc din 1986 regizat de Savel Stiopul.